# 山下秀之助
山下 秀之助（やました ひでのすけ、1897年11月29日 - 1974年4月4日）は、日本の医師・歌人。短歌雑誌『創作』の若山牧水、『潮音』の太田水穂に師事し、吉植庄亮主宰の『橄欖』を経て、1946年『原始林』（第2次）を札幌市で創刊。北海道の歌壇の基礎を築いた一人と評価され、戦前・戦後の北海道文壇・歌壇の指導的な存在であった。

## 人物・来歴

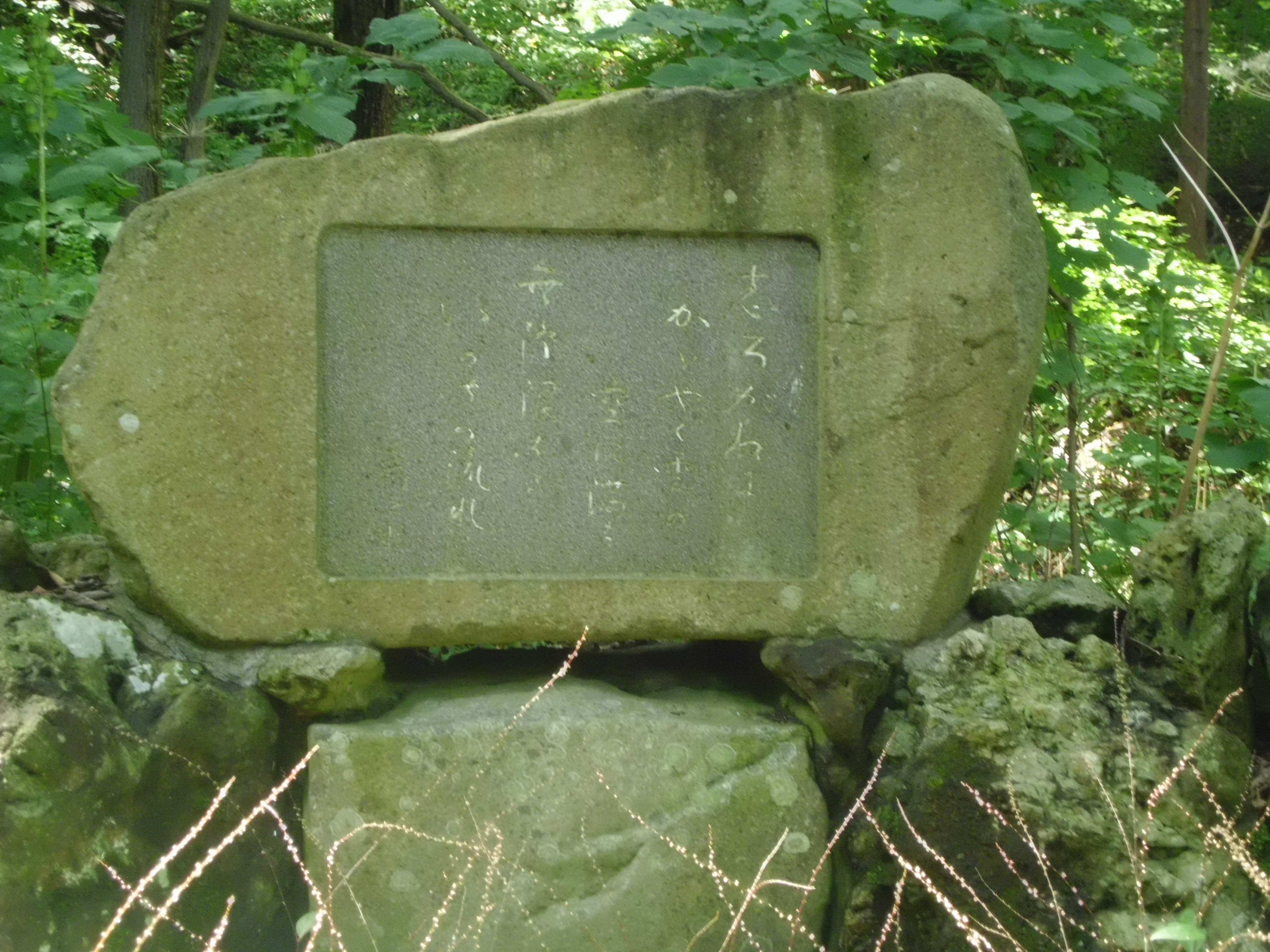
札幌市の円山公園にある山下秀之助の歌碑

### 鹿児島、東京帝大、北海道
1897年（明治30年）11月29日、鹿児島県鹿児島市東千石町に生まれる。鹿児島第一中学校、第七高等学校造士館を経て、1922年（大正11年）東京帝国大学医学部を卒業。同年5月、北海道帝国大学医学部助手として北海道に移る。北大医学部講師、小樽病院を経て、移住四年後の1926年（大正15年）から国鉄傘下の札幌鉄道病院（現在のJR札幌病院）に勤務。1929年（昭和4年）、北大医学部より医学博士号を取得。札幌鉄道病院に長く勤め、1945年（昭和20年）には院長となった。

### 歌人として
鹿児島在住の15歳のころ、1913年（大正2年）から作歌を始め、第2期『創作』に投稿して短歌を同じく鹿児島出身の先輩・若山牧水に学ぶ。1915年（大正4年）に『創作』が『潮音』に移行すると太田水穂に師事、その歌風を「愛欲派」と評されたという。
1924年（大正13年）4月、26歳のとき、札幌の短歌雑誌『言霊』と小樽の『新樹』を糾合して『原始林』（第1次）を札幌で創刊。小田観螢、酒井廣治、並木凡平、相良義重らも参加し、中央歌壇の流派から独立した地方歌人の自主性の確立を掲げて活発に活動したが、文語短歌と口語短歌をめぐる内部分裂で並木凡平以外の口語歌人が去るなどして、全13号を出して一年ほどで終刊。また『原始林』の同人が太田水穂の添削例を批判したことが原因となり、『潮音』同人を辞した。この間に北原白秋・吉植庄亮、尾山篤二郎、若山牧水ら多くの道外詩人を札幌に迎えている。『潮音』を去ったのちの数年間は作歌を離れるが、1929年（昭和4年）に吉植庄亮が主宰する『橄欖（）』に迎えられて歌壇に復帰。1931年（昭和6年）東京の橄欖社から第一歌集『冬日』を上梓した。
1941年（昭和16年）の北海道文芸協会の結成にあたっては、トップに据えて皆が納得する「紳士」として理事長職に推され、総合文芸雑誌『北方文芸』を創刊した。また翌年12月、北海道翼賛芸術連盟（連盟会長は東秀彦）が設立されると傘下の北海道文学報国会の会長を務めた。
第二次世界大戦が敗戦に終わると1946年（昭和21年）、札幌で再び短歌雑誌『原始林』を創刊して主宰、この第2次『原始林』は田辺杜詩花や中山周三をはじめ多くの人と時機を得て山下没後も長く続くことになる。翌1947年（昭和22年）には戦前の『冬日』に続く第二歌集『雪雲』を、1952年（昭和27年）に第三歌集『底流』を刊行。1954年（昭和29年）に北海道歌人会の設立に参加し、「北海道新聞歌壇」の選者を担当した。1952年（昭和27年）、歌人として第4回北海道文化賞（芸術）を受賞、1957年（昭和32年）には還暦を祝して円山公園内に歌碑が建立された。

### 東京移住後
医師としては札幌鉄道病院長を長年勤め、1958年（昭和33年）に定年退職。同年、東京に転住し、日通病院や松風荘病院などに勤務。東京に居を移したのちも歌人として日本短歌雑誌連盟の幹事長、現代歌人協会の理事を務め、また1968年・1969年（昭和43年・44年）には歌会始の選者も務めた。肝臓がんにより1974年（昭和49年）4月4日、76歳で死去。
没後、山下の妻および歌誌『原始林』（第2次）を創刊時から支えた弟子の中山周三ら同誌の会員有志によって全歌集の刊行期成会が結成され、『山下秀之助全歌集』（全1巻）を逝去の翌年に刊行した。同書の上梓には山下が若いころから敬愛した歌人・土岐善麿の助言を受けたという。

## 作品
- 遠くより別れのしるしきみがするその手は暗に白かりしかも
- この街のめぐりをよろふ山山の雪身にしみて大路をゆけり
- よく晴れて眼路ひろびろし牧場の地(つち)をゆすぶり来るトラクター

以上3首、第一歌集『冬日』（1931年）より『新札幌市史』第4巻が載せる山下の作。
- 鳥が音はこもごもにして草ふかき丘に垂りくる白き曇りは
- バラックに瓦礫に映ゆるくれなゐを声のみて見む瞬きのひま
- 夕灼くる西空とほく円錐の富士黒ずむをわが独り見む
- すでに夢失へる者ひとり来て黒き家鴨を池にいたぶる
- 年たけて命けふまで永らへしおのが身愛すゆゆしく病めど

以上、中山周三が『山下秀之助全歌集』の「あとがき」中で挙げている山下の歌11首から。
短歌のほか、札幌市立琴似小学校の校歌を作詞している。この校歌の作曲は伊福部昭が担当した。

## 著作リスト

### 著書
- 『冬日 : 歌集』 橄欖社〈橄欖叢書〉、1931年
- 『雪雲 : 歌集』 青磁社、1947年
- 『底流 : 歌集』 短歌雑誌社〈原始林叢書〉、1952年
- 『万灯 : 歌集』 第二書房〈原始林叢書〉、1955年
- 『みづがね(水銀) : 歌集』 短歌研究社〈原始林叢書〉、1963年
- 『市谷通信』 短歌新聞社〈原始林叢書〉、1964年
- 『暖冬 : 歌集』 柏葉書院〈原始林叢書〉、1969年
- 『続市谷通信』 柏葉書院〈原始林叢書〉、1972年
- 『晩色 : 歌集』 柏葉書院〈原始林叢書〉、1974年
- 『山下秀之助全歌集』 中山周三（編）、柏葉書院、1975年

### 編著書
- 『自然科学観察と研究叢書 北海道・樺太・千島列島』 山雅房、1943年
- 『隨筆北海道』 青磁社、1946年12月 ※装画は川上澄生[39]